# Pellenes albomaculatus
Pellenes albomaculatus är en spindelart som beskrevs av Peng X., Xie L. 1993. Pellenes albomaculatus ingår i släktet Pellenes och familjen hoppspindlar. Inga underarter finns listade i Catalogue of Life.